# مارسدن ۱۸۷۷
سیارک ۱۸۷۷ (به انگلیسی: 1877 Marsden، نامگذاری:1971FC) هزار و هشتصد و هفتاد و هفتمین سیارک کشف شده‌است که در ۲۴ مارس ۱۹۷۱ کشف شد.
قدر مطلق سیارک برابر ۱۰٫۷۰ است.